# Fauresmithian
Het Fauresmithian (ook Fauresmith-industrie of -complex, Fauresmithcultuur) was een subgroep van de late fase van het Acheuléen technocomplex met typische gereedschapskenmerken van de Middle Stone Age in het zuidelijke deel van Zuid-Afrika. Ze kwam ruwweg overeen met het late Europese vroegpaleolithicum en het vroege middenpaleolithicum. Kenmerkend waren de relatief kleine vuistbijlen. De cultuur behoorde tot dezelfde periode als het Sangoan en vertegenwoordigde, net als het Sangoan, de overgang van de Early Stone Age. De naam verwijst naar de stad Fauresmith in de provincie Vrijstaat. Het vondstgebied strekt zich uit ten noorden van de midden-Oranjerivier tot aan de voormalige provincie Transvaal in het noorden. 

## Periodisering
Net als bij het Sangoan en Lupemban moest de datering van het Fauresmithian aanzienlijk terug worden geschoven. Het Fauresmithian in Zuid-Afrika, die volgde op de Stellenbosch-industrie, dateert niet zoals eerder werd aangenomen uit het begin van het Laat Pleistoceen, tussen ongeveer 100.000 en 75.000 BP. De oorsprong ervan zou ongeveer dezelfde zijn als het Sangoan, rond 420.000 BP. Net als het Sangoan wordt de industrie gerekend tot het late Acheuléen. Samen vormen ze de zogenaamde "Zuid-Afrikaanse Oude Steentijd", een periode die grofweg overeenkomt met de overgang van het Europese vroege naar middenpaleolithicum. Het Fauresmithian, ook bekend als Laat-Acheuléen of Eind-Acheuléen, wordt daarom beschouwd als de laatste fase van het Acheuléen en behoudt diens vormen, zij het in veel kleinere maten. Het Fauresmithian en het Sangoan werden vroeger ook wel samen tot de Eerste Tussenperiode gerekend, waarmee vondstcomplexen uit het gebied ten zuiden van de Sahara werden bedoeld die grofweg konden worden vergeleken met het late vroegpaleolithicum en het middenpaleolithicum van Noord-Afrika, West-Azië en Europa, terwijl de daaropvolgende Middle Stone Age grofweg overeenkomt met het Circum-Mediterrane laatpaleolithicum. Volgens nieuwe bevindingen is het echter niet langer met zekerheid te stellen dat het Fauresmithian een aparte, onafhankelijke industrie was, aangezien de artefacten ervan vrijwel altijd werden gevonden in gebieden waar voornamelijk leisteen (hoornrots) werd gebruikt. 

## Drager
Vanwege de verschillende leefgebieden wordt aangenomen dat het om twee verschillende populatiegroepen zou kunnen gaan. Het Fauresmithian wordt in verband gebracht met de Saldanha-mens, die meestal wordt geclassificeerd als Homo rhodesiensis of archaïsche Homo sapiens. Op dit culturele niveau in Zuid-Afrika gebruikten de mensen voor het eerst op grote schaal grotten als verblijfplaats, zoals de grot van de haarden. De drie onderste culturele niveaus behoren tot het Fauresmithian. Ze zijn 10 m dik en verschillen qua inventaris niet van elkaar, wat wijst op een langere culturele continuïteit. Het feit dat er nergens onder het Fauresmith-stadium lagen uit de Early Stone Age zijn gevonden ondersteund dit.

## Verspreiding
Het Fauresmithian en het gelijktijdige Sangoan weerspiegelen kennelijk verschillende leef- en omgevingsomstandigheden. Het Sangoan kwam voornamelijk voor in de bosgebieden van het Congobekken en strekte zich uit tot in de meer begroeide gebieden van zuidelijk Afrika, zoals de Zambezivallei, delen van Zimbabwe en mogelijk ook in regio's in Transvaal (de huidige provincies Noordwest, Limpopo, Mpumalanga en Gauteng) en de provincie KwaZoeloe-Natal. Het Fauresmithian concentreerde zich daarentegen op savannegebieden, met name op het centrale plateau van Zuid-Afrika, vooral in het westen van Vrijstaat. De gereedschapsinventarissen zijn dienovereenkomstig van een ander ontwerp. Tot het Fauresmithian behoren onder andere de lokale industrieën van Mosselbaai, Pietersburg, Howiesons's Poort en de Bambata-grot, evenals de Stilbaai-industrie in Kenia en Oeganda, de enige locaties buiten Zuid-Afrika. 

## Datering
In enkele Zuid-Afrikaanse grotten werd een relatieve chronologie van het Fauresmithian en het Sangoan gevonden. Onder de lagen met goed gemaakte bladvormige punten (Bambata-grot) liggen lagen uit de Middle Stone Age met relatief primitieve werktuigen, waaronder enkele choppers. In de grotten van Transvaal overlapten lagen uit de Middle Stone Age de lagen van het Fauresmithian (Grot van de Haarden met zes lagen van het Pietersburg-complex). De Wonderwerkgrot en Kathu Pan zijn van bijzonder belang voor de vroege datering van 420.000 BP. Op de open vindplaats Rooidam bij Kimberley werd een zoetwaterkalksteenlaag die direct boven de Fauresmith-vindplaats lag, gedateerd op 174.000 ± 20.000 BP met behulp van uranium-thoriumdatering. Aanvankelijk werd daarom uitgegaan van een lithostratigrafische bovengrens, die niet direct kon worden gecorreleerd met de vondsten, van ongeveer 200.000 BP als terminus post quem. Deze datum moest echter op basis van recentere dateringen worden teruggebracht tot 200.000 jaar. 

## Inventaris
Typisch zijn kleine, zeer goed gemaakte vuistbijlen met ronde uiteinden en holle zijden, evenals cleavers. De vuistbijlen alleen kunnen echter niet worden gebruikt om ze in te delen in Acheuléen en Fauresmithian, aangezien het Fauresmithian gelijktijdig voorkomen met andere inventarissen van een niet-Acheuléen-type, waarvan sommige dicht bij elkaar of zelfs in hetzelfde gebied liggen. Het hoofdkenmerk is eerder het gebruik van schalie, zodat men in verband met het Fauresmithian niet langer kan spreken van een zuivere vuistbijlindustrie, maar veeleer van een lokale speciale vorm van het Laat-Acheuléen. Bovendien ontbreken de stratigrafische overgangsvormen tussen het Acheuléen en de Middle Stone Age. Hetzelfde geldt voor het Sangoan. Het Fauresmithian bevat ook talrijke werktuigen die zijn gemaakt met behulp van een meer ontwikkelde Levalloistechniek met kenmerken uit de Middle Stone Age, met name driehoekige projectielpunten die aan één of beide kanten bewerkt konden zijn en waarschijnlijk werden gebruikt als lans- en speerpunten. Net als bij het Sangoan werden de afslagen verder ontwikkeld tot klingen die minstens twee keer zo lang als breed waren. Net als bij het Sangoan zijn de vuistbijlen amandel- en hartvormig, ovaal of lancetvormig. Daarnaast zijn er schrabber-achtige exemplaren met driehoekige, ovale of evenwijdige vormen, die vaak met behulp van de Levalloistechniek met voorbereide kern werden gemaakt. Voor het eerst werd gekozen voor schalie als materiaal. Schalie komt voor in de Kaapprovincie, Oranje Vrijstaat en Natal en is eenvoudig te bewerken. Brakfontein 321 en Riverview VI zijn bijzonder relevante sites voor dit type, evenals de Grot van de haarden. 